# Anita Forrer
Anita Forrer (* 14. April 1901 in St. Gallen; † Januar 1996 in Locarno, Bürgerin von Affeltrangen) war eine Schweizer Grafologin, Autorennfahrerin und Nachlassverwalterin des literarischen Werks ihrer Freundin Annemarie Schwarzenbach.

Anita Forrer (ca. 1946) in Brissago

## Leben und Werk
Anita Forrer, Tochter von Nationalrat Robert Forrer und Emmy Forrer-Corrodi, ist vor allem für ihre Arbeit als Fotografin und für ihren Briefwechsel mit Rainer Maria Rilke bekannt. Nachdem sie im November 1919 an einem literarischen Treffen mit Rilke und der Dichterin Regina Ullmann (1884–1961) in ihrer Heimatstadt St. Gallen teilgenommen hatte, schrieb sie ihm im Januar 1920 einen Brief, in dem sie den tiefen Eindruck des Abends bezeugte. Es folgt ein Briefwechsel, in dem sich Rilke als Lehrer und väterlicher Freund anbot und ihr half, „in der Geometrie des Herzens [...] der Distanzen und Verhältnisse in dem unabsehbaren Raum des Gefühls irgendwie mächtig zu werden.“ Forrer sagte später, die Briefe Rilkes hätten ihr einen geistigen Raum eröffnet, der für ihr weiteres Leben entscheidend gewesen sei.
In Meilen, im Haus von Rilkes Freundin und Gönnerin Nanny Wunderly-Volkart (1878–1962), hatten Forrer und Rilke im Oktober 1923 ihre erste persönliche Begegnung, die sich schwierig gestaltete, weil Forrer gehemmt und Rilke irritiert war. Ihre zweite Begegnung fand in Rilkes Sterbejahr, am 21. August 1926 in Bad Ragaz statt. Sie gab ihm die Schuld für den Verlauf des ersten Treffens; er blieb distanziert. Kurze Zeit nach seinem Tod erhielt sie ihre Briefe zurück. 1982 erklärte sie sich bereit, die gesamte gegenseitige Korrespondenz von 70 Briefen zu veröffentlichen.
Anita Forrer verliess St. Gallen, arbeitete nach ihrem Studium in einer Pariser Kunstgalerie und wurde Antiquitätenhändlerin in Luzern. Sie war für kurze Zeit verheiratet und unternahm lange Autoreisen, ebenso wie ihre enge Freundin, die Schriftstellerin und Fotografin Annemarie Schwarzenbach. Sie hatten eine Zeit lang eine Affäre, die sie 1939 in Freundschaft beendeten. Nach Schwarzenbachs frühem Tod im Jahr 1942 sorgte Forrer dafür, dass ihr literarischer Nachlass in die Schweizerische Landesbibliothek gelangte.
In den letzten Jahren des Zweiten Weltkriegs arbeitete Forrer beim Amerikanischen Roten Kreuz und beim Office of Strategic Services (OSS) in den Vereinigten Staaten. 1946 kehrte sie in die Schweiz zurück. Sie liess sich in Brissago TI nieder und beschäftigte sich mit Graphologie und östlicher Philosophie. Die meisten Sommer verbrachte sie in Sils im Engadin, dem Dorf, in dem Schwarzenbach gelebt hatte und gestorben war.
Im Frühling 1961 war Forrer eine der Gründerinnen der Stiftung Biblioteca Engiadinaisa, deren Zweck die Errichtung einer öffentlichen Bibliothek im Engadin war. Zusammen mit Luise T. Silverberg (1905–1969), Präsidentin, und Carl Stapfer bildete Anita Forrer den ersten Stiftungsrat. Am 5. Juni 1962 fand die Einweihung der Engadiner Bibliothek statt. Für das neue Gebäude im Engadinerstil hatte Forrer das Grundstück in Sils Baselgia zur Verfügung gestellt.
Bis ins hohe Alter fuhr Anita Forrer in auffälligen Cabriolets umher.
Sie verstarb im Januar 1996 im 95. Lebensjahr.

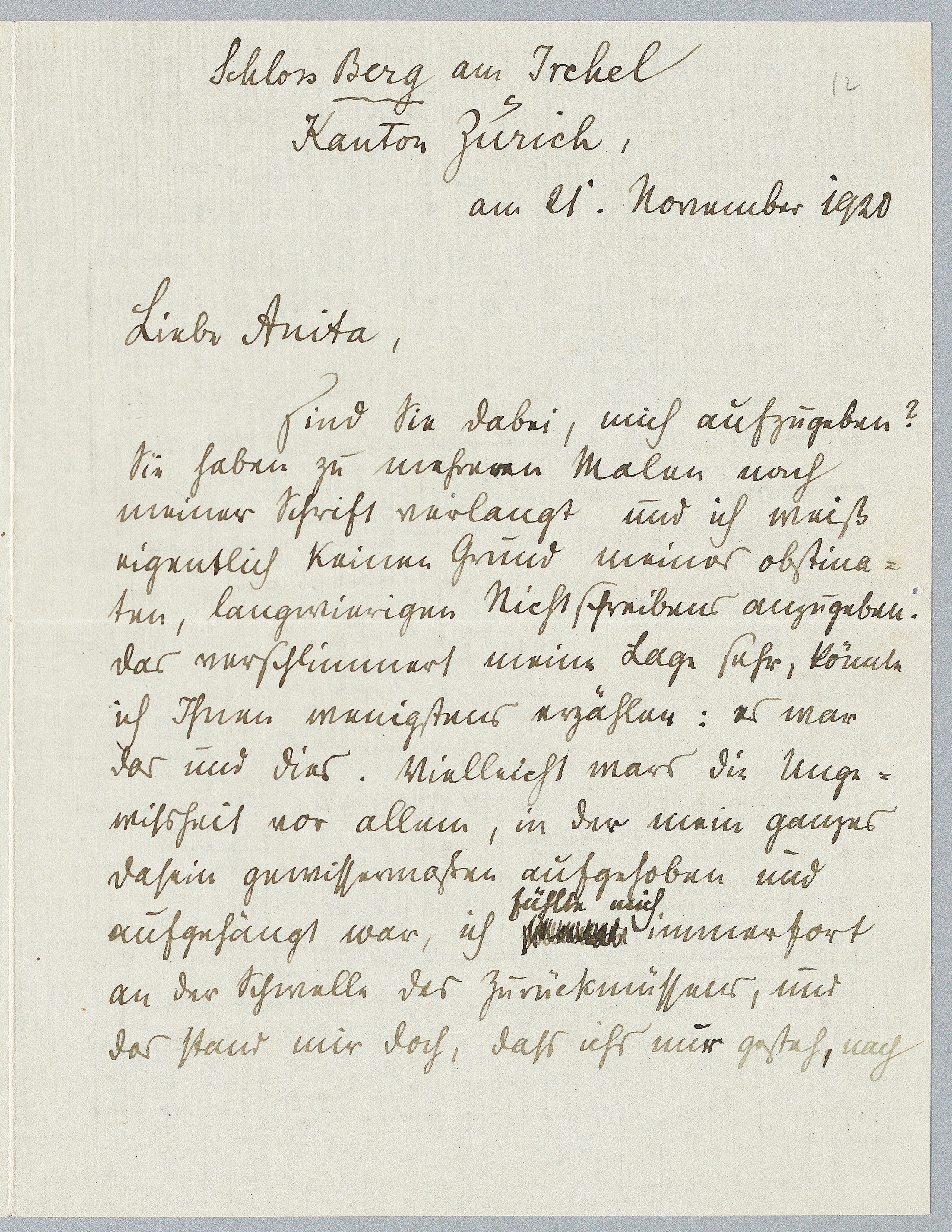
Brief von Rilke an Forrer (1920)
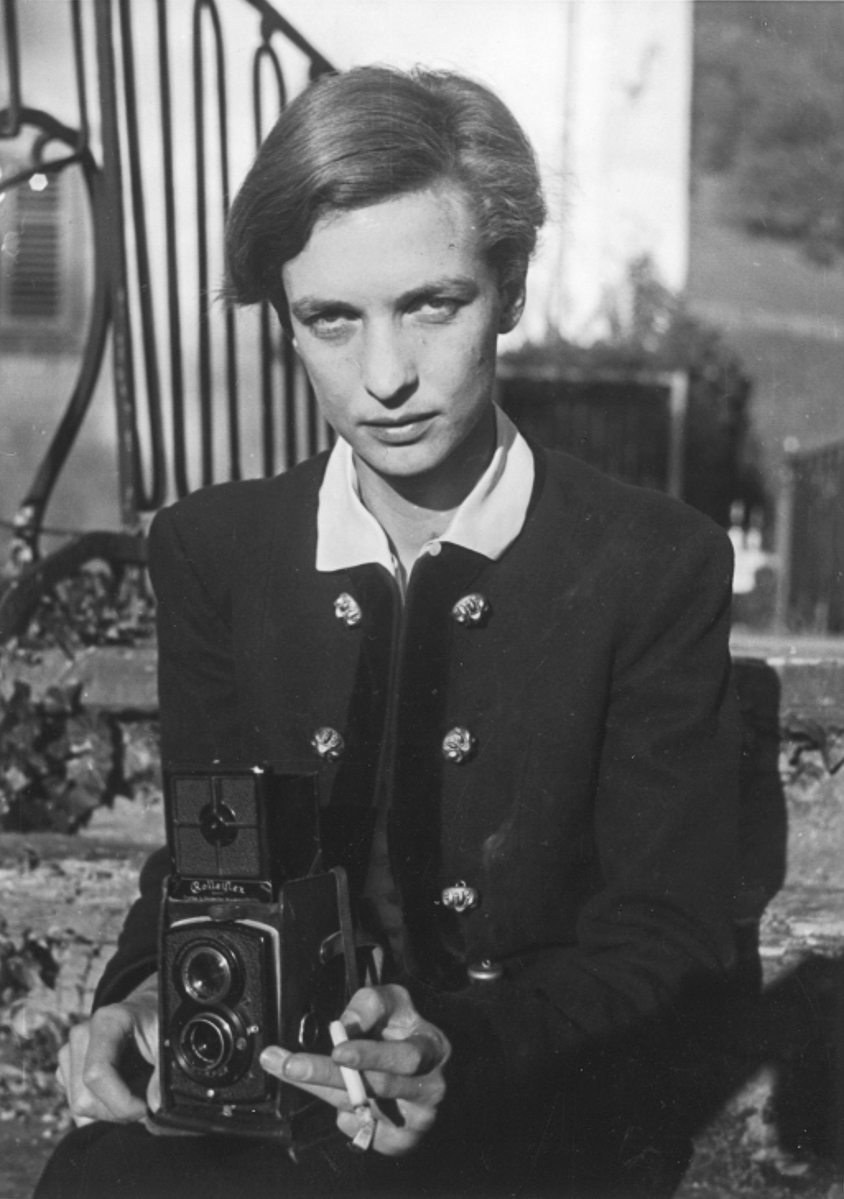
Foto von Annemarie Schwarzenbach, Foto: Anita Forrer
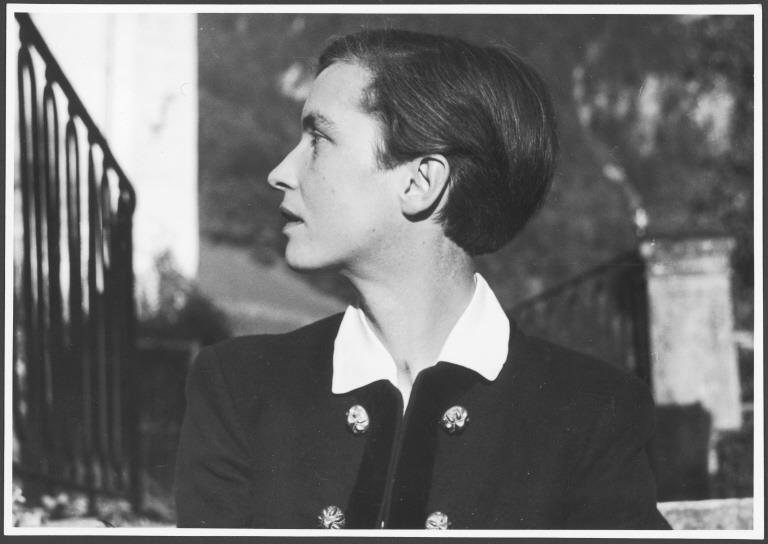
Schwarzenbach im Profil, Foto: Anita Forrer, 1938

## Werke
- Briefwechsel Rainer Maria Rilke – Anita Forrer. Hrsg. von Magda Kerényi. Frankfurt am Main: Insel Verlag 1982. ISBN 3-458-04888-X.